# Geraldo Venceslau Braamcamp de Almeida Castelo Branco
Geraldo Venceslau Braamcamp de Almeida Castelo Branco (28 de setembro de 1752 – 6 de julho de 1828), 1.º Barão de Sobral, foi um político português e grande negociante de Lisboa.
Filho de Hermano José Braamcamp, natural da Holanda, de uma família de negociantes aristocratas de Amesterdão, Cavaleiro da Ordem de Cristo, que foi Ministro Residente do Rei da Prússia na Corte de Lisboa junto de S.M.F., no reinado de D. José I, e de sua segunda mulher Maria Inácia de Almeida Castelo-Branco, 1.ª Senhora do Morgado da Luz, de quem descendem todos os Braamcamp em Portugal.
Foi Administrador e 2.º Senhor do Morgado da Luz e 4.º Senhor Consorte do Morgado de Sobral de Monte Agraço, fez parte do Conselho de D. Maria I e D. Pedro III, foi Deputado da Junta do Comércio e Comendador da Ordem de Cristo.
O título foi concedido por Decreto de 14 de Maio de 1813, pela rainha D. Maria I, sob a Regência de D. João, Príncipe Regente.
Casou a 20 de Fevereiro de 1773 com Joana Maria da Cruz Sobral (9 de Junho de 1760 - 21 de Outubro de 1812), 4.ª Senhora da Vila e 4.ª Administradora e Senhora do Vínculo dos Sobral, do Morgado de Sobral de Monte Agraço, filha de Anselmo José da Cruz Sobral e de sua mulher Maria Maddalena Antonia (Maria Madalena Antónia) Crocco. Faleceu na freguesia de São Julião (extinta), em Lisboa, sendo sepultado num jazigo da Igreja de Santa Isabel.